# Groenlanden
Groenlanden is een gehucht en natuurgebied in de Nederlandse gemeente Berg en Dal.
Groenlanden ligt aan de Ooijse Bandijk aan de Waal vlak bij recreatiegebied de Bisonbaai. Het telt slechts enkele huizen die gebouwd waren bij de voormalige gelijknamige steenfabriek. Rond het dorp ligt het gelijknamige moeras- en natuurgebied dat onderdeel uitmaakt van het grotere natuurgebied de Gelderse Poort.

## Geschiedenis
Tot en met 31 december 2014 was Groenlanden onderdeel van de gemeente Ubbergen. Op 1 januari 2015 ging de plaats samen met de gemeente op in de gemeente Groesbeek, thans gemeente Berg en Dal.
Dorpen: Beek · Berg en Dal · Breedeweg · Erlecom · Groesbeek · Heilig Landstichting · De Horst · Kekerdom · Leuth · Millingen aan de Rijn · Ooij · Persingen · Ubbergen

Buurtschappen: Bisselt (deels) · De Bruuk · Colonjes · Dennenkamp · Dekkerswald · Dukenburg · Grafwegen · Groenlanden · Haukes · Holdeurn · De Kamp · Kerstendal · Lagewald · Meerwijk · De Muchter · Nieuwerf · De Plak · De Ploeg · Stekkenberg · Thorense Molen · Tiengeboden · Valkenlaagte · Het Vilje · De Vlietberg · Wercheren · Zeeland